# Trentepohlia (Trentepohlia) holoxantha
Trentepohlia (Trentepohlia) holoxantha is een tweevleugelige uit de familie steltmuggen (Limoniidae). De soort komt voor in het Oriëntaals gebied.